# Shutterfly
Shutterfly (né le 14 janvier 1993 et mort le 28 janvier 2023 à l’âge de 30 ans) est un cheval hongre de saut d'obstacles bai, du stud-book Hanovrien. Il suit une carrière sportive internationale au plus haut niveau avec Meredith Michaels-Beerbaum, décrochant trois finales de la coupe du monde de saut d'obstacles en 2005, 2008 et 2009, un exploit que seul Baloubet du Rouet avait jusqu'alors pu accomplir.

## Histoire
Il naît le 14 janvier 1993 à l'élevage de Uwe Dresmann, à Hesel en Allemagne. À l'âge de cinq et six ans, il est initié au saut d'obstacles par Carsten Raschen, et se qualifie pour le Bundeschampionat. Il est vendu à Nancy Clark, qui l'achète pour Meredith Michaels-Beerbaum.
Il porte initialement le nom de Struwwelpeter, qu'il doit à sa crinière. Après sa vente en 1999, son nom, difficilement prononçable pour ses nouveaux propriétaires anglophones, est changé en « Shutterfly ». Il porte aussi un surnom, inspiré par son nom d'origine : Petey.
Il est considéré comme le cheval de saut d'obstacles le plus titré et le plus rentable des années 2000. Ses gains s'élèvent à 3 520 864 €. Lors de la finale de la Coupe du monde à Milan en 2004, un test de dopage revient positif sur Shutterfly avec les échantillons A et B sur l'acépromazine, une substance interdite. Michaels-Beerbaum n'est pas sélectionnée pour les Jeux olympiques d'été de 2004 à Athènes pour cette raison,. En 2008, le couple participe aux Jeux olympiques d'été à Pékin.
Shutterfly est mis à la retraite à l'âge de 18 ans, en juillet 2011. Meredith Michaels-Beerbaul réalise à cette occasion un tour d'honneur dans le stade d'Aix-la-Chapelle, recevant une haie d'honneur de la part d'une quarantaine de cavaliers.

## Description
Shutterfly est un hongre de robe baie, inscrit au stud-book du Hanovrien. Il présente un modèle très typé Pur-sang. Sa cavalière le décrit comme un cheval prudent et sensible, en particulier au bruit, mais au contraire très concentré en compétition.

## Palmarès
- 2004 : Médaille d'argent en finale de la coupe du monde de saut d'obstacles à Milan[2]
- 2005 : Médaille d'or en finale de la coupe du monde de saut d'obstacles à Las Vegas[2]
- 2006 : Médaille de bronze en individuel et par équipes aux Jeux équestres mondiaux de 2006 à Aix-la-Chapelle[2]

- 2008 : Médaille d'or en finale de la coupe du monde de saut d'obstacles à Göteborg[2]. 4e individuel aux Jeux olympiques d'été de 2008[2].

- 2009 : Médaille d'or en finale de la coupe du monde de saut d'obstacles à Las Vegas[2]

## Pedigree
Shutterfly compte un grand nombre d'ancêtres Pur-sang, étant considéré comme Pur-sang à 51 %.